# Mohiussunnath Chowdhury
 (mai 2024).
Motif : Problèmes de formatage et multiples erreurs de références
Mohiussunnath Chowdhury est un islamiste anglo-bangladais originaire de Luton, dans le Bedfordshire (Royaume-Uni), qui a été blanchi des accusations de terrorisme liées à une attaque au sabre perpétrée en 2017 devant le palais de Buckingham. En 2020, il est condamné à la prison à vie pour avoir planifié des attaques terroristes,.

## Attaque devant le palais de Buckingham en 2017
Le 25 août 2017, Chowdhury a utilisé une épée pour attaquer des policiers devant le palais de Buckingham en criant Allahu Akbar. Il a été désarmé par deux policiers non armés.
En décembre 2018, il a été blanchi des accusations de terrorisme, car il a fait valoir qu'il voulait seulement être tué par la police et qu'il n'avait pas l'intention de faire du mal à qui que ce soit,, Pendant son séjour à la prison de haute sécurité de Belmarsh, il a rencontré des djihadistes, dont l'auteur de l'attentat à la bombe de Parsons Green.
Après avoir été libéré de prison en décembre 2018, il a commencé à planifier de nouveaux attentats. Chowdhury se vantera plus tard d'avoir trompé le jury qui l'a innocenté et affirmera que l'attaque avait en réalité été conçu comme une attaque terroriste alors qu'il était sous surveillance policière.

## Condamnations en 2020
Chowdhury s'est préparé à des attaques terroristes en s'exerçant à poignarder et à décapiter ; parmi ses cibles potentielles figuraient Madame Tussauds, la marche des Fierté et des bus de touristes. Il collectionnait les couteaux dans le cadre de ses préparatifs.
M. Chowdhury a qualifié l'imam yéméno-américain Anwar al-Awlaki de « principale source d'inspiration » de même que le religieux musulman salafiste Sheikh Faisal, qui était auparavant basé au Royaume-Uni.
Chowdhury a mis en ligne des images provenant des chaînes de propagande officielles de l'État islamique. Il consommait de la propagande islamiste et, par la suite, du matériel d'extrême droite, ce dernier dans le but de justifier une attaque. Chowdhury a acheté un exemplaire signé du Coran de Mohammed – Pourquoi les musulmans tuent pour l'Islam, écrit par Tommy Robinson et Peter McLoughlin. Chowdhury l'a apporté avec lui à la mosquée locale de Luton et l'a montré à des fidèles qu'il pensait être également des djihadistes. Chowdhury a affirmé devant le tribunal que Robinson (fondateur de la Ligue de défense anglaise) avait démontré une compréhension de la doctrine djihadiste.
Chowdhury et sa sœur Sneha, 25 ans, ont été arrêtés le 3 juillet 2019 à Luton. Selon les procureurs, Chowdhury, âgé de 28 ans, avait l'intention de tuer des non-musulmans, tandis que son avocat, Simon Csoka, a fait valoir que Chowdhury cherchait simplement à attirer l'attention, mais n'avait pas l'intention de passer à l'action,.
Le 10 février 2020, Chowdhury est reconnu coupable par la Cour de la Couronne de Woolwich d'avoir planifié des attaques terroristes dans plusieurs endroits de Londres et sa sœur a été reconnue coupable d'avoir omis de divulguer des informations sur des actes de terrorisme. Il a été condamné à la prison à vie, avec une peine minimale de 25 ans.